# Bobby Bearing
Bobby Bearing è un videogioco pubblicato nel 1986 per Amstrad CPC, Commodore 64 e ZX Spectrum dalla The Edge, un marchio della Softek International. Il giocatore controlla un cuscinetto a sfera vivente che rotola su un complesso scenario tridimensionale di piattaforme e piani inclinati e curvi.
Spesso venne accostato al più noto Spindizzy, al quale assomiglia nello stile, ma è meno incentrato sui rompicapo.
Conversioni non ufficiali e non commerciali vennero realizzate nel 1991 per Commodore Plus/4 e nel 2016 per Atari 8-bit.
Nel 2011 la Edge Games, successore statunitense della Softek/The Edge, ha pubblicato un seguito per iOS, Bobby Bearing 2: Rerolled, anche noto come EDGEBobby2.

## Trama
Bobby il cuscinetto (bearing) vive a Technofear, un futuristico mondo d'acciaio con personaggi d'acciaio. I suoi quattro fratelli, traviati dall'imprudente cugino, si sono persi nei pericolosi "Metapiani", dove sono stati catturati e storditi dai cuscinetti malvagi. Bobby deve trovare uno a uno i fratelli e infine il cugino per riportarli a casa, spingendoli perché sono ancora privi di sensi.

## Modalità di gioco
Si controlla il cuscinetto Bobby, una pallina rotolante con gli occhi, in uno scenario a labirinto con visuale isometrica, composto da schermate contigue senza scorrimento. L'intero scenario da esplorare è composto da circa 240 schermate. L'area di gioco è monocromatica (su Amstrad CPC i colori aumentano a 4), ma cambia colore a ogni schermata.
Il paesaggio è costituito da piattaforme a diverse altezze e solidi geometrici collegati da rampe e stretti scivoli, anche con superfici curve, il tutto formato da blocchi disposti a griglia, su uno sfondo nero.
Bobby si può soltanto far muovere nelle quattro direzioni cardinali, visivamente orientate in diagonale, risentendo della gravità e dell'inerzia.
Lo scopo è trovare i 5 parenti di Bobby, uno alla volta (a video è mostrato il nome di quello attuale), e riportarli a casa, ovvero nel punto in cui la partita inizia. I parenti sono palline simili a Bobby e sono inerti: per spostarli attraverso tutto lo scenario bisogna farli spingere da Bobby, risentendo anche per loro di gravità e inerzia.
A complicare le cose si possono incontrare cuscinetti neri che inseguono Bobby e lo spingono e stordiscono; cubi sospesi che vanno su e giù e possono schiacciare Bobby; blocchi che ostruiscono il passaggio e si rimuovono azionando interruttori situati altrove; condotti d'aria che sollevano Bobby. Non è possibile invece precipitare fuori dallo scenario. Per completare il gioco è disponibile un tempo totale. I pericoli possono far perdere momentaneamente il controllo a Bobby o schiacciarlo, in ogni caso provocando perdite di tempo; il game over avviene soltanto con l'esaurimento del tempo.
È disponibile, dichiaratamente descritto nel manuale, un tasto trucco, che azzera la schermata corrente al costo di parte del tempo. Si può utilizzare quando Bobby resta bloccato in un punto senza uscita, ma ha anche l'effetto di portare subito a casa un eventuale parente ritrovato senza doverlo trasportare.

## Colonna sonora
Solo la versione Commodore 64 è accompagnata da un motivetto allegro durante il gioco, composto da Ben Daglish.

## Sviluppo
Bobby Bearing si pubblicizzava come dotato della nuova tecnica Curvispace 3D, che secondo il manuale permette di affrontare vere superfici curve nello spazio 3D. Secondo Retro Gamer erano solo paroloni d'effetto, dato che in pratica l'esperienza di gioco era simile a Spindizzy, a sua volta ispirato da Marble Madness.
Il gioco fu ideato da Robert e Trevor Figgins, anche programmatori della sua originaria versione per ZX Spectrum e conversione per Amstrad CPC. Affermano che realizzarono effettivamente un sistema di curvatura 3D già nel primo mese di programmazione. Le superfici curve vennero simulate con una serie di superfici più piccole. La parte più difficile fu la simulazione della relativa fisica, in modo da mostrare effetti di rotolamento e inerzia realistici.
I Figgins sostengono che lo sviluppo di Bobby Bearing iniziò come gioco d'azione ispirato da Q*Bert e in principio non avevano neppure l'intento di farne un prodotto commerciale. Negano ogni ispirazione da Marble Madness o da giochi per computer come Gyroscope o Spindizzy. Circa a fine 1985 il loro gioco era già sviluppato per più della metà, era simile alla futura versione commerciale, ed era già in lavorazione da circa un anno e mezzo; all'epoca non conoscevano neppure quei titoli, finché non entrarono in contatto con la The Edge. Riconoscono piuttosto di aver avuto ispirazione da Knight Lore.

## Accoglienza
Bobby Bearing fu quasi sempre un grosso successo di critica, specialmente nella versione ZX Spectrum. Grafica e giocabilità erano molto apprezzate dalle riviste europee dell'epoca. Fu nominato tra l'altro "gioco del mese" da Computer and Video Games (a pari merito con altri due) e ricevette diversi giudizi complessivi pari o equiparabili a 9/10 o pari a 5/5. Il sonoro a volte era visto come l'aspetto relativamente più debole.
Anche in retrospettiva, Retro Gamer ritenne Bobby Bearing un'allegra e buona avventura, sebbene non abbia l'astuto design e il ritmo di Spindizzy.